# Тонева, Ирина Ильинична
Ири́на Ильи́нична То́нева (род. 27 июня 1977, Краснознаменск, Московская область, СССР) — российская певица, актриса, бессменная участница группы «Фабрика», образованной в 2002 году на телепроекте «Фабрика звёзд-1». Ирина исполнила 2 песенных хита: «Понимаешь» в дуэте с Павлом Артемьевым и «Северная звезда» с группой Иванушки International.

## Биография
Родилась 27 июня 1977 года в посёлке Голицыно-2 (ныне — город Краснознаменск) в семье прапорщика и гражданского инженера космических войск. Отец — Илья Лазаревич Тонев. Мать — Лидия Ивановна Тонева.
В 1999 году окончила Московский государственный университет дизайна и технологии по специальности «химик-технолог по коже и меху» и несколько лет работала на Кунцевском кожевенном заводе. Также окончила эстрадно-джазовую студию им. Гнесиных по классу «Эстрадный вокал».
В 2002 году приняла участие в первом сезоне проекта «Фабрика звёзд» и по итогам конкурса заняла второе место в составе группы «Фабрика». Популярность принесла тогда песня «Понимаешь», спетая в дуэте с будущим солистом группы «Корни» Павлом Артемьевым. Песня была написана Игорем Сориным ещё в 1994 году, а позже «Северная звезда» с Иванушки International от Павла Жагунова (от создателей хита «Капелька света»).
В 2005 году приняла участие в реалити-шоу Первого канала «Сердце Африки».
Неоднократно включалась в рейтинги самых сексуальных женщин по русскоязычной версии журналов FHM и Maxim.
В 2013 году поступила в школу актёрского мастерства Германа Сидакова и 29 марта 2014 года дебютировала на театральной сцене в главной роли в экспериментальном спектакле «Повесть о Сонечке», поставленном по произведениям Марины Цветаевой, а также повести Фёдора Достоевского «Белые ночи». В этом спектакле она играет одновременно три роли — Марину Цветаеву и ещё двух мужчин.
В 2016 году начала сольную карьеру (проект TONEVA, стиль музыки: инди-поп с элементами электро и синти-попа), но остаётся в составе группе «Фабрика».

### Личная жизнь
Расставшись в 2008 году с виджеем телеканала MTV Юрием Пашковым (род. 11 декабря 1975), c 2009 по 2012 год встречалась с солистом группы «Банд’Эрос» Игорем Бурнышевым (род. 4 июня 1977).
В конце апреля 2017 года вышла замуж за украинского хореографа Алексея Брижу (род. 15 мая 1989; Харьков). Псевдоним — Alex Soul aka A.Si, с ним Тонева выпустила песню «Найти своё» (2018).

## Санкции
1 июня 2022 года, из-за участия в концертах марафона «Za Россию», организованных в поддержку России, Тонева внесена в санкционный список Латвии, ей запрещён въезд в страну. Национальное агентство по предотвращению коррупции Украины выступило с инициативой о введении против Тоневой международных санкций за поддержку войны против Украины. Ранее Тонева была внесена ФБК в список коррупционеров и разжигателей войны за поддержку агрессии против Украины и действий российских властей.

## Фильмография
- 2006 — Здрасьте, я ваше папо!
- 2007 — Снежный ангел — девушка, снимающая квартиру у Жанны
- 2012 — Zолушка — камео
- 2013 — Женщины на грани — Галина

## Телевидение
- Реалити-шоу «Сердце Африки» (Первый канал, 2005)[3]
- Мюзикл «Ночь в стиле детства» (СТС, 2005)
- Скетч-шоу «Организация определённых наций» (РЕН ТВ, 2014)[19]
- Мюзикл «1001 ночь, или Территория любви» (НТВ, 2019)

## Награды и премии
- 2003 — «Золотой граммофон» (в дуэте с Павлом Артемьевым за песню «Понимаешь» и в составе «Фабрики» за песню «Про любовь»)
- 2004 — «Стопудовый хит» (в составе «Фабрики») за песню «Про любовь»
- 2004 — «Золотой граммофон» (в составе «Фабрики») за песню «Лёлик»
- 2005 — «Glamour» (команда года, в составе «Фабрики»).
- 2006 — «Золотой граммофон» (в составе «Фабрики») за песню «Не виновата я»
- 2014 — «Золотой граммофон» (в составе «Фабрики») за песню «Не родись красивой»[20][21]
- 2015 — «Золотой граммофон» (в составе «Фабрики») за песню «Лёлик»
- 2020 — «Rersona Awards» за песню «Мама молодая»
- 2020 — «Звёзды Дорожного радио» за песню «Мама молодая»[источник не указан 1480 дней]